# Santos Sanz Villanueva
Santos Sanz Villanueva (Soria, 1948) es catedrático de Universidad y crítico literario español.

## Biografía
Nacido en Soria en 1948, estudia Filología Moderna en la Universidad Complutense de Madrid. Doctor en Filología Románica, ha sido profesor de la Universidad de Salamanca y de la de Santiago. Profesor adjunto de la Universidad Complutense en 1982, desde 1992 es catedrático de Literatura española de la misma Universidad.

## Trayectoria
Inició su carrera con una tesis doctoral sobre la novela española contemporánea titulada "Proceso y desarrollo del realismo crítico en la narrativa española", Universidad de Madrid, 1975, publicada por Edicusa en 1972. Con más de cien artículos y libros en su haber, ha preparado ediciones académicas (Manuel Andújar, Esther Tusquets, Fernando Fernán Gómez) o ha prologado libros de escritores contemporáneos: Miguel Delibes, José María Merino, Arturo Pérez-Reverte o Josep Plà. En curso tiene la publicación en la Biblioteca Castro de las Obras completas de Leopoldo Alas Clarín. Dirigió la colección Clásicos de la editorial Alhambra y la colección literaria de la editorial Mare Nostrum. Ha sido vicepresidente de la Asociación Colegial de Escritores.

## Obras
- Tendencias de la novela española actual (1950-1970). Madrid, Edicusa, 1972.
- Narrativa en el exilio, 1977.
- Historia de la novela social española (1942-1975). Madrid, Alhambra, 2 vols., 1980. ISBN 84-205-0710-5
- El siglo XX. Literatura actual. Tomo 6/2. Historia de la literatura. Barcelona, Ariel, 1984.
- La Eva actual. Valladolid, Junta de Castilla y León, 1998. ISBN 84-7846-810-2
- Historia y crítica de la literatura española. Coord. Francisco Rico. Vol. 8, Tomo 2, 1999 (Época contemporánea, 1939-1975.- Primer suplemento/coord. por Santos Sanz Villanueva). ISBN 84-7423-781-5
- Novela española en el fin de siglo (1975-2001). Santos Sanz Villanueva y Santos Alonso (ed.). Madrid, Mare Nostrum, 2002. ISBN 8495509563
- Viaje en autobús, por Josep Pla, Santos Sanz Villanueva, Miguel Calatayud. Madrid, Punto Centro, 2003. ISBN 84-923335-4-5
- Trafalgar, por Benito Pérez Galdós. Ed. de Santos Sanz Villanueva y Rafael del Moral. Madrid, Mare Nostrum, 2003. ISBN 8495509490
- El mismo mar de todos los veranos, por Esther Tusquets. Edit. Santos Sanz Villanueva. Madrid, Castalia, 2004. ISBN 84-7039-768-0
- Poesía experimental española (1963-2004). Edit. Santos Sanz Villanueva y Félix Morales. Madrid, Mare Nostrum, 2004. ISBN 8495509660
- El comentario del texto narrativo: cuento y novela. Sanz Villanueva, Santos; Villanueva Prieto, Francisco. Madrid, Mare Nostrum, 2006. ISBN 8496391574
- El último Delibes y otras notas de lectura. Valladolid, 2007.
- La novela española durante el franquismo. Madrid, Gredos, 2010. ISBN 978-84-249-0418-0
- Diez novelistas españoles de posguerra. Madrid, Mare Nostrum, 2010. ISBN 8492548444

## Reconocimientos
- Premio Fastenrath de Ensayo por su obra Historia de la novela social española.
- Premio Fray Luis de León de Ensayo.